# Мірза Кадим Ерівані
Мірза Кадим Мамед-Гусейн огли Ерівані, або Іравані (азерб. Mirzə Qədim Məmmədhüseyn oğlu İrəvani [mirˈzæ ɡæˈdim mæmmædhyˈsejn oɣˈlu irævaːˈni]; 1825, Ерівань — 1875, там само) — азербайджанський художник-орнаменталіст і портретист XIX століття, основоположник азербайджанського станкового живопису, творчість якого ознаменувала важливий перелом в азербайджанському образотворчому мистецтві нового часу.
Ерівані відомий переважно своїми малюнками-трафаретами для вишивки, стінними розписами, ювелірними виробами, роботами, виконаними в лаковому живописі, а також живописі на склі. Свої роботи Ерівані, як правило підписував азербайджанською або російською, називаючи себе «Мирза Кадым Эривани», або просто «Кадым Бек», іноді з додаванням слів «колезький асесор».
Найвідоміші такі його роботи, як «Портрет сидячої жінки», «Портрет молодого чоловіка», «Портрет Фетх Алі-шаха», «Танцівниці», «Мулла» (всі в Національному музеї мистецтв Азербайджану), «Портрет Мах Талят» (Державний музей мистецтв Грузії)портрет-мініатюра «Квіти з птахами» (Ермітаж), а також чотири великих (1 м × 2 м) портрети, виконані в 1850-х роках олійними фарбами на стінах палацу еріванських сардарів.

## Життєпис
Мірза Кадим Ерівані народився 1825 року в столиці Еріванського ханства, місті Ерівань (нині Єреван — столиця Вірменії). Був єдиною дитиною в сім'ї столяра Мамед-Гусейна (або Мамед Хусейна), ім'я якого вперше було згадано в літературі 1954 року в статті мистецтвознавця Наталії Миклашевської, присвяченій Ерівані. За словами Миклашевської, батько Кадима Мамед-Гусейн, ймовірно, був не простим столяром, а майстром художньої обробки дерева. Миклашевська припускає, що Мамед-Гусейн з дитинства навчав свого єдиного сина мистецтва орнаменту. Мамед-Гусейн мав можливість дати синові освіту й послав його вчитися в Тифліську прогімназію. Зіткнувшись із російською культурою в ранні роки, Мірза Кадим отримав можливість поглибити свої художні здібності. Після закінчення прогімназії п'ятнадцятирічним юнаком Мірза Кадим повернувся в Ерівань і вступив на пошту телеграфістом, де пропрацював тридцять п'ять років, до кінця свого життя.
Малювати Мірза Кадим починає з раннього віку. Згідно з родинними переказами, портрет жінки на дзеркалі, написаний ним у підлітковому віці, стає його першою роботою фарбами. Він приділяє весь свій вільний від служби час малюванню. Розписи, виконані ним, прикрашали стіни кімнати, де він працював. Проте будинок, де жив Ерівані, не зберігся. Завдяки природженому смаку і таланту Мірза Кадим здобув широку популярність, хоча у нього не було професійної мистецької освіти. Ставши вже відомим художником, він залучається до робіт з реставрації розписів палацу сардаров в Эривани. Це відбувається на початку 50-х років XIX століття. У цьому палаці він відновлював дзеркальну залу.
Володів російською, французькою і перською мовами, був освіченою людиною, він також любив музику, мав бібліотеку з творів російських, західноєвропейських та східних авторів.
Помер 1875 року в рідному місті Ерівані в чині колезького асесора. Був похований в Ерівані, але його могила до нашого часу не збереглася.

## Творчість

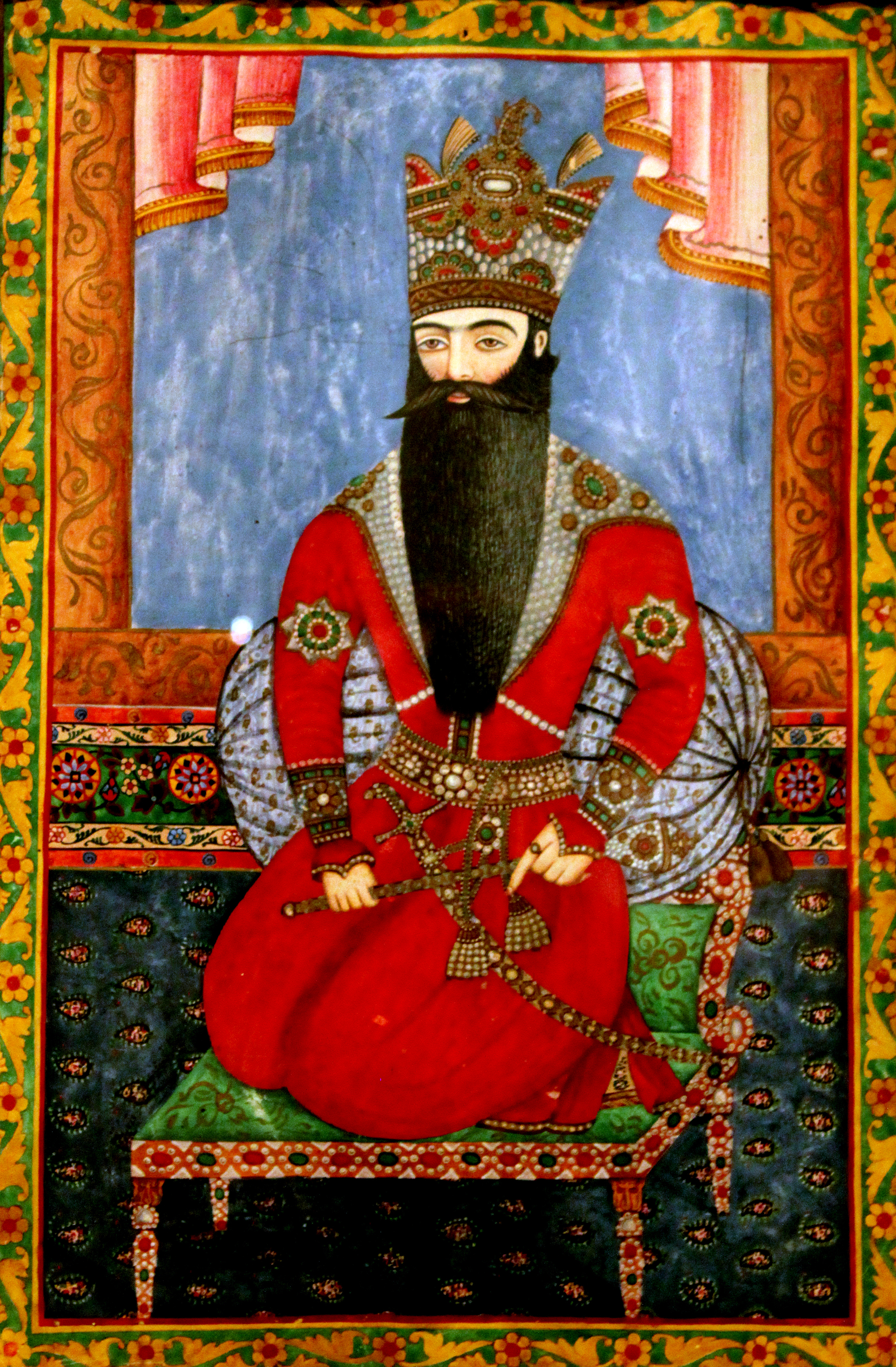
Портрет Фатх-Алі Шаха. Національний музей мистецтв Азербайджану. Баку

Майже всі свої роботи Ерівані підписував азербайджанською чи російською, іменуючи себе «Мирза Кадым Эривани», або просто «Кадым Бек», іноді з додаванням слів «колезький асесор». Він створив чотири портрети реальних історичних особистостей: Фетх-Алі Шаха, Аббаса Мірзи, Мах Таллят ханим і Веджуллаха Мірзи. Крім цих творів був виконаний також портрет невідомого воїна. Мірза Кадим Ерівані не датував свої роботи, хоча любив підписувати їх, а також надписувати на них ім'я портретованого. Попри це, визначити періоди розвитку творчості художника вдалося на підставі порівняльного аналізу його творів. Таким чином, у творчості Ерівані виділяються три періоди: перший період — юнацькі роки митця, другий період — це час його роботи у палаці сардарів в Ерівані (50-і роки XIX століття) і третій період — період зрілої творчості (60-70-ті роки XIX століття).

### Ранній період творчості
Перший період охоплює юнацькі роки Ерівані, до участі в реставраційних роботах з розпису палацу сардарів. Для періоду характерні переважно роботи в галузі декоративно-ужиткового мистецтва і примітивного живопису.
У ранній період творчості Ерівані виконав багато малюнків і трафаретів для настінних розписів, для вишивок шовком і золотими нитками (гюлабетін), а також малюнок із зображенням вершника. Маючи відомості, що перший портрет художник виконав фарбами на дзеркалі, до першого періоду можна віднести і дві роботи на склі: «Танцівниця» і «Дервіш», що зберігаються в Музеї мистецтв ім. Р. Мустафаєва. В розписах Ерівані переважали композиції із зображеннями квітів і птахів. У колекції малюнків і трафаретів художника також збереглися такі мотиви. Вони свідчать про те, що Ерівані добре були знайомі азербайджанський орнамент і традиції стінного живопису.
| |  |
| 1.Рисунок-трафарет, виконаний Ерівані на папері 2.Троянда і соловей (Національний музей мистецтв Азербайджану, Баку) |  |

У ранній період своєї художньої діяльності Ерівані виступав, головним чином, як художник-прикладник. В Музеї мистецтв Азербайджану зберігаються два трафарети для вишивки, що являють собою медальйон-розетку у формі злегка витягнутої восьмикутної зірки та сектора кола. Малюнки виконані у формі медальйона і кола, вирізаних з паперу. Стилізований орнамент з квітів, строго симетрично заповнює кожну чверть медальйона однаковим візерунком. Другий трафарет — це сектор у вигляді четвертини кола діаметром 22,3 см, він також є стилізованим рослинним орнаментом. Призначенням візерунка була вишивка круглої серветки («ортюк»), що використовується для накриття круглої таці («меджмаї») зі вмістом.
Інші три малюнки, «Квіти і птахи», «Троянда і ластівка» та «Квіти і фазани» виконані на окремих аркушах. За словами Наталії Миклашевської, вони могли бути використані тільки як розписи. Варіанти квіткових композицій, подібних до малюнка «Троянда і ластівка», Ерівані створював як аквареллю або темперою, подібно до лакового живопису, так і на окремих аркушах паперу. У малюнку ж «Квіти і фазани» особливо реалістичне і живе враження справляють фазани. Малюнок виконаний настільки ретельно, що можна стверджувати, що художник з любов'ю ставився до свого заняття.
Техніка виконання згаданих малюнків-трафаретів для розпису відмінна від трафаретів, призначених для вишивки. Малюнок у вишивках не повторювався симетрично. Ерівані виконував його повністю олівцем, наступним кроком було проколювання голкою для припорошування за попередньо нанесеним олівцевим контуром. Тонким пензлем Мірза Кадим ще раз малював всю композицію: це робилося для закріплення малюнка в деталях. На думку Миклашевської, цей контурний малюнок, що відрізняється ніжністю, виконаний живою легкою лінією, свідчить про досвід Ерівані. Всі три малюнки-трафарети для розпису збереглися відносно добре, попри те, що виконані вони від 40-х до 50-х років XIX століття.
На одному зі збережених трафаретів Ерівані зобразив чоловіка, що грає на кеменче і танцівницю, що акомпанує йому, клацаючи пальцями.

Серед портретів, що належать до раннього періоду творчості, найбільший інтерес являють роботи «Чоловік з кинджалом», «Вершник», «Танцівниця» і «Дервіш». «Чоловік з кинджалом», ймовірно, був призначений для виконання лубочної картинки. За Миклашевською, в цьому малюнку Ерівані вдалося надати всій фігурі досить значного вигляду. Створюють враження лубочних картинок схожістю характеру малюнка, живописної манери і підбору сюжету, виконані на склі «Дервіш» і «Танцівниця».

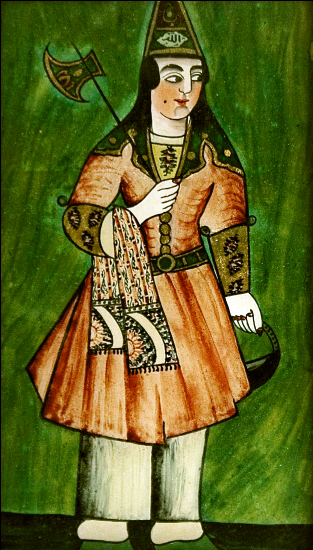
«Дервіш». Олія на склі. Національний музей мистецтв Азербайджану, Баку
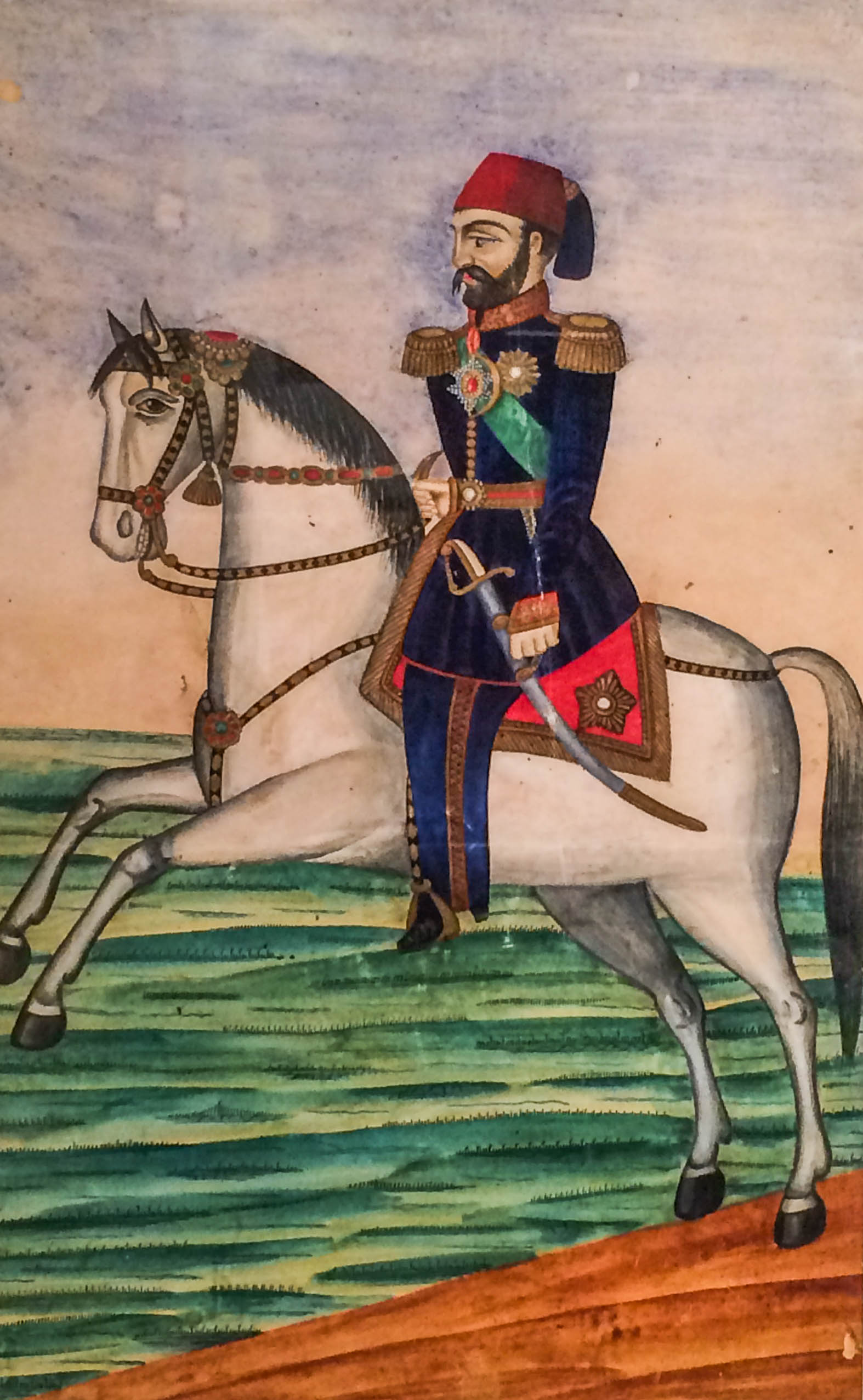
«Вершник». Національний музей мистецтв Азербайджану, Баку
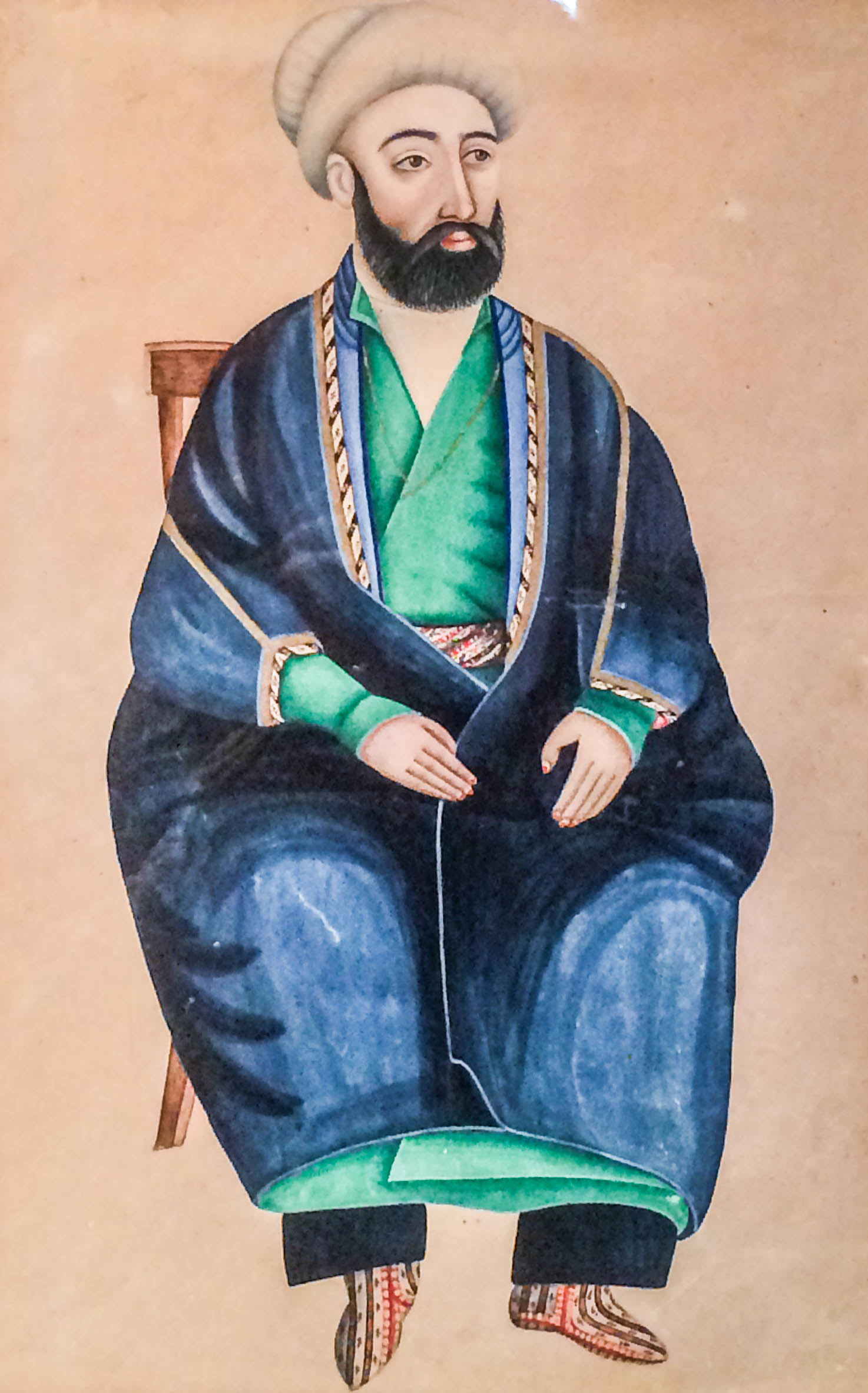
«Молла». Національний музей мистецтв Азербайджану, Баку
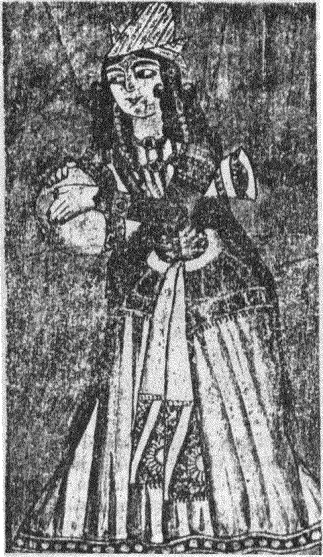
«Танцівниця». Національний музей мистецтв Азербайджану, Баку

### Роботи у палаці сардарів
|                                                                    |  |
| Фотографії дзеркальної зали палацу сардарів в Ерівані з портретами |  |

Для палацу сардаров в Ерівані, що реставрувався, Мірза Кадим Ерівані написав 4 великих (1 м × 2 м) портрети олією, на яких зобразив шахів і сардарів (намісники шаха) в натуральну величину. Портрети були розміщені на другому ярусі ніш великої зали палацу. Це портрети Фетх-Алі Шаха, Аббас-Мірзи, Хусейн-хана Каджара і Рустама Зали. За спогадами родичів, існувало ще чотири портрети, подібних цим, із зображенням озброєних вояків (передбачається, що це були залишені в художника варіанти портретів сардарів), що знаходилися в кімнаті Мірзи Кадима. У родині художника такі малюнки називали «пехлеван» («богатир»). Створені олійними фарбами на полотні, вони фактично є першими станковими творами в азербайджанському живописі.
Ці портрети за манерою близькі до стилю іранського станкового живопису XIX століття. Так, портрет Фетх-Алі Шаха, зображує його таким, що сидить на подушці, хоча й повторює іконографічний тип «Фетх-Алі Шаха, який сидить на килимі» раннього Каджарского періоду. Якість картини вказує на те, що він був виконаний у 50-х роках XIX століття для палацу сардарів в Ерівані Мірзою Кадимом Ерівані. Зростання професіоналізму художника простежується при вивченні його творів, особливо в портретах сардарів, які були для художника-самоука, за словами Миклашевської, свого роду художньою школою.
У Національному музеї мистецтв Азербайджану зберігається портрет «Воїна», зображеного в обладунках. Засвідчуючи вироблення певної системи в роботі Мірзи Кадима Ерівані, цей малюнок за своїм виконанням ще повністю відноситься до ранніх простих композицій художника. Тобто, перш ніж приступити до написання великого портрета, Ерівані створював підготовчі малюнки. Фотографії палацу сардарів в Ерівані, що збереглися, свідчать, що портрети двох таких воїнів були написані на одній зі стін головного залу палацу. Ці воїни намальовані Ерівані, а малюнок, що зберігається в азербайджанському музеї, — ескіз.
Великий малюнок із зображенням Аббаса Мірзи також є підготовчою роботою для виконання портретів сардарів. У цьому портреті Миклашевська відзначає успіхи художника в жанрі малюнка. У портреті Аббаса Мірзи вже виразно проглядає прагнення Ерівані до правдивості зображення, порівняно з «Воїном», де в переданні живої людини повністю відсутні реалістичні елементи. Намагаючись передати особливість фактури, Ерівані виявляє світлотінню не тільки малюнок каракулю, але й передає об'ємність папахи, одягненої на голову, що робить помітними елементи реалістичного зображення. Спроби передати об'єм самої фігури менш вдалі. Фігуру Аббас Мірза Ерівані намалював пропорційно, однак старі умовні традиції ще дають про себе знати. Найбільше вони виявилися в малюнку ніг. Руки ж завжди залишалися слабким місцем у творчості Ерівані.
Портрет Аббаса Мірзи, свідчить про те, що Мірза Кадим Ерівані вже в перших своїх працях намагався дати психологічну характеристику портретованого. Так, у цьому портреті передано смирення не тільки у виразі обличчя, але й у положенні покірно складених рук. Смирення також передано в легкому нахилі вперед верхньої частини торсу. Вказівкою на зросле вміння художника в малюнку є елементи реалістичного підходу до зображення людини. Це дає можливість віднести написання цього портрета до кінця роботи художника в сардарському палаці.

### Період зрілої творчості
Закінчивши роботи у палаці сардарів, Ерівані здебільшого став займатися написанням портретів аквареллю і темперою, зокрема й на замовлення. Третій період творчості митця охоплює приблизно останні 15 років його життя, ставши найбільш плідним за кількістю портретів (9 портретів: 6 — у Національному музеї мистецтв Азербайджану (композиція з двома фігурами, портрет цесаревича Олександра з дружиною, 2 жіночих портрети, портрет молодого чоловіка та незакінчена робота «Троянда і соловей»); дзеркало-складень — в Ермітажі, в Державному музеї мистецтв Грузії — жіночий портрет).
Найранішими роботами цього періоду вважаються композиція з двома фігурами і жіночий портрет (Музей мистецтв Грузії), однак використані в них мотиви повторюються в роботі з Ермітажу і жіночому портреті (Національний музей мистецтв Азербайджану).

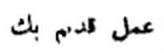
Підпис Ерівані на портреті цесаревича Олександра з дружиною «Малював Кадим Бек». Репродукція

Приблизно до другої половини 1860-х років відноситься портрет цесаревича Олександра з дружиною. Він був створений на основі репродукції з російської ілюстрованого журналу (і, можливо, лубочних картин 1866 року). Художник творчо, в національному дусі, переробляє традиційний імператорський парадний портрет. Особливий східний колорит надає візерункова рамочка з рослинним орнаментом, що нагадує інкрустацію з дорогоцінних каменів.
Решта робіт Ерівані відносяться до останніх років життя художника.

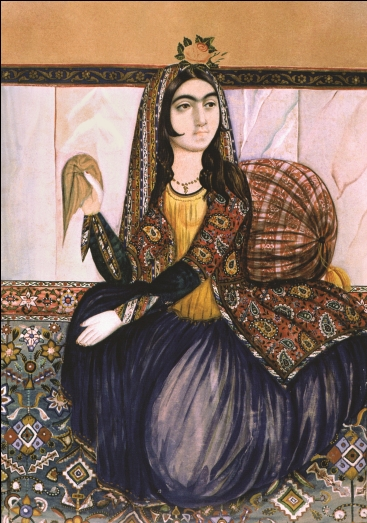
Портрет сидячої жінки. Темпера. 1870-і рр. Національний музей мистецтв Азербайджану. Баку

У портреті сидячої жінки передача об'єму мутаки і складок спідниці дозволяють помітити елементи реалізму. Художник старанно виконав обличчя жінки. Воно змодельоване ледве помітним пунктиром рожево-коричневого, блакитного кольорів. Наповнення об'ємом відбувається шляхом нанесення півтону на блідо-рожевий колір. Ніжні обриси губ, носа, брів, виразний малюнок очей — ці елементи надають, не позбавленому портретної схожості обличчю, привабливрсті і жвавості. Ці рішення вказують на спостережливість Ерівані і його бажання писати в реалістичному напрямі.
У портреті молодої людини об'єм складок одягу дозволяють добре виявити малюнок візерунка тканини і колір. Ретельне опрацювання блакитного дону є результатом спроби створення світлотіні. Незважаючи на те, що лінійна перспектива відсутня (підлога зображена вертикально, а глибини інтер'єру немає), виконання об'ємів у перспективному скороченні в роботі помітне.
Дзеркало-складень, що зберігається в Ермітажі, являє собою прикрашену лаковим живописом на верхній палітурці і мініатюрним портретом всередині плоску скриньку або футляр з дерева. Схожість з палітуркою східного рукопису можна спостерігати й у живописі, що покриває дзеркало-складень. З правого внутрішнього боку складеня вправлено дзеркало, зліва — чоловічий портрет. Серед відомих творів Ерівані немає подібних. Верхній напис на лицьовій кришці свідчить про виконання роботи на замовлення одного з російських генералів, які служили на Кавказі: «Pour general Karvalin». («Для генерала Карвалина»). Написи, нанесені на крайній бордюр малюнка верхньої стулки, є його відмінною рисою. Орнамент крайнього бордюру побудований за тим самим принципом, але його композиція трохи крупніша і вільніша.

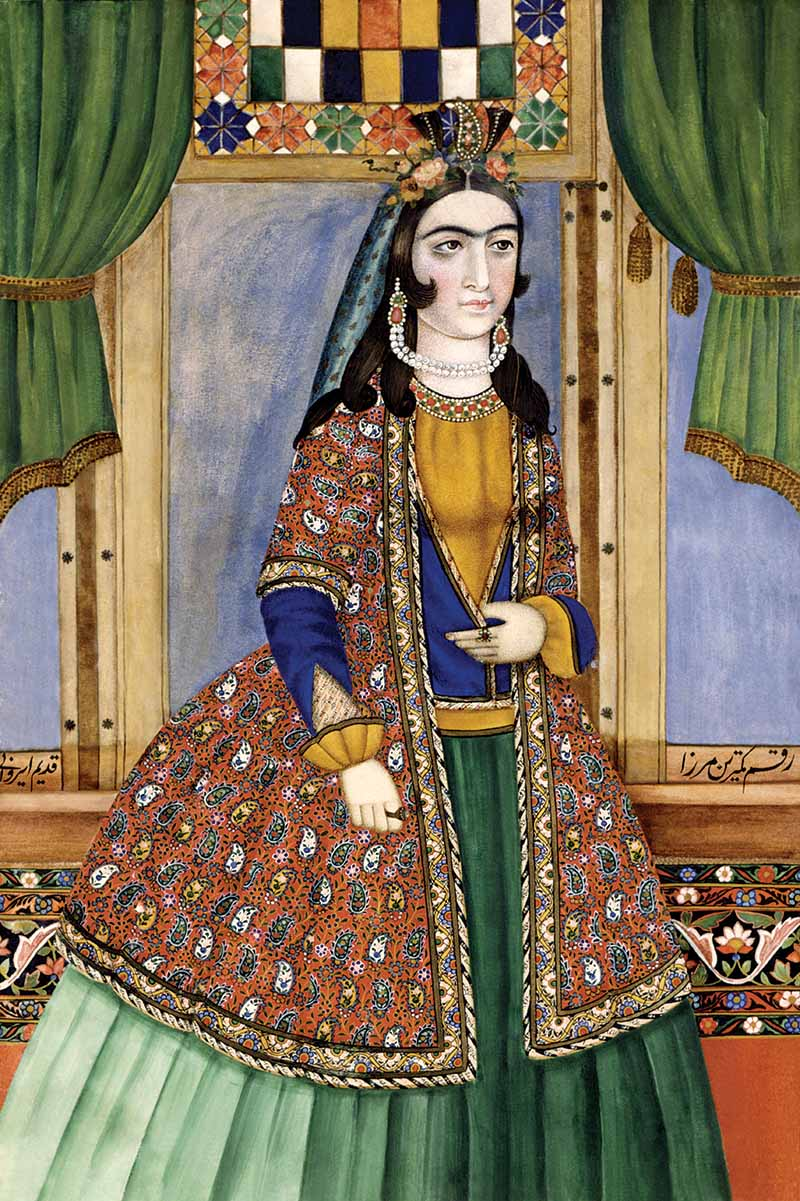
Портрет Мах Талят із зібрання Музею мистецтв Грузії

Наталія Миклашевська відзначає особливу тонкість в обробці букета, кольорів та орнаменту, промальованого витонченим контуром, гармонійне поєднання фарб, а також різноманітність мотивів. На правильності рішення кутів бордюрів, що не порушують стрункості візерунка, позначилася хороша обізнаність Мірзи Кадима Ерівані в галузі народного азербайджанського орнаменту і те, що він освоїв традиції живопису під лак, продемонстровані в оформленні футляра дзеркала. Орнаментальний декор дзеркала-складеня дає новий цікавий матеріал про Ерівані-орнаменталіста. Якщо мініатюра-портрет свідчить про бажання художника передати простір і глибину реалістично, що дає про себе знати у відтіненні глибини ніш і своєрідній передачі перспективи підлоги, то футляр з лаковим живописом стає абсолютно новим видом роботи Ерівані в галузі ужиткового мистецтва.
Виконання малюнка тірми в портреті Мах Талят із зібрання Музею мистецтв Грузії ретельне, що характерно для такого роду робіт Ерівані. Композиція і основне колірне рішення повторює жіночий портрет, що зберігається в Національному музеї мистецтв Азербайджану, але на ньому зображена інша жінка. На портреті, що зберігається в Баку, обличчя жінки цікавіше і виразніше, відчувається різниця у віці. У портреті з музею Грузії нижня основа «шебеке» складена з геометричного візерунка — шестикінечної зірки; в портреті ж з Баку ця рама розчленована поздовжніми смугами без орнаментації. Крім цього, портрет з Національно музею мистецтв Азербайджану дещо ускладнений деталями композиції і великою різноманітністю в кольорі. У портреті, що зберігається в Баку, Міклашевська відзначає зростання майстерності художника, що випливає з моделювання обличчя ніжними тонами, детального промальовування тірми та інших орнаментальних прикрас.
Одним з останніх творів Ерівані є невеликий незакінчений малюнок «Троянда і соловей». За композицією нагадуючи малюнки-трафарети, виконані художником для вишивок і розписів, ця композиція однак, за Миклашевською, більш вільна. Робота дозволяє простежити прийоми Ерівані: після виконання малюнка, митець обводить його легким контуром червонувато-коричневого кольору. Після цього по малюнку робиться підмальовок, починаючи зверху, у кілька шарів. Пунктирне моделювання об'єму і світлотіні завершує роботу. Цей процес можна спостерігати в обробці великої рожевої квітки, пуп'янків і навколишньої зелені.

## Доля робіт художника після смерті

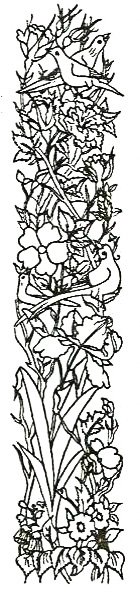
Малюнок-трафарет «Квіти і птахи» роботи Мірзи Кадима Ерівані. Національний музей мистецтв Азербайджану. Баку

У сімейному архіві після смерті Ерівані зберігалося понад 100 його робіт. Під час переїзду 1921 року дружини старшого сина художника Фатьми Ханум Кадимбекової (1873—1950) з Ерівані до Баку твори художника разом з його бібліотекою залишилися в Ерівані. Незабаром стало відомо про їх зникнення. До Баку вдалося привезти небагато — понад 20 портретів, ескізів і малюнків для вишивки, розписів; всі ці роботи придбав музей мистецтв ім. Р. Мустафаєва 1939 року. В середині XX століття було відомо тільки про 23 справжні роботи Ерівані, з яких 20 знаходяться в Азербайджанському державному музеї мистецтв ім. Р. Мустафаєва (Баку), дві — в Державному Ермітажі (Санкт-Петербург) і одна — в Державному музеї мистецтв Грузії (Тбілісі).
1914 року в період повного руйнування палацу сардаров в Ерівані, портрети, що були там, було знято зі стін і зараз вони знаходяться в Державному музеї Грузії. Через відсутність точних даних, серед портретів, що зберігаються у Державному музеї та Музеї мистецтв Грузії, визначити всі роботи Ерівані складно. Справжність виконання Ерівані деяких великих портретів підтверджується малюнками та ескізами, а також фотографіями з альбому російського фотографа і орієнталіста Дмитра Єрмакова (альбом зберігається у фондах Державного музею Грузії), де представлені інтер'єри палацу сардарів. На одному з них також був його підпис. Ці портрети за манерою близькі до стилю іранського станкового живопису XIX століття. Підтверджено автентичність виконання Ерівані портретів Фатх-Алі Шаха, Аббас-Мірзи, Хусейн-хана Каджара і Рустама Зали.
1947 року під час ознайомлення у фондах Ермітажу з іранськими лаками і лубками, Наталія Міклашевська звернула увагу на мініатюру на внутрішній стороні дзеркала-складня, виконану в стилі, притаманному Мірзі Кадиму Ерівані. Написання імені портретованого під малюнком курсивом російською мовою було також характерним для Ерівані. На верхню кришку футляра медальйона було вкомпоновано напис французькою мовою «A'dessinee tel Kadim Bek» («Малював Кадим Бек»), що підтвердило припущення про авторство азербайджанського художника. В Державний Ермітаж цей складень передано приватною особою 1936 року.
Під час поїздки дов Тбілісі в 50-х роках XX століття в Державному музеї мистецтв Грузинської РСР серед східних мініатюр XIX століття було виявлено три малюнки, які, на думку Миклашевської, належать пензлю Мірзи Кадима — це жіночий портрет і дві абсолютно однакові мініатюри «Квіти з птахом». Щодо авторства жіночого портрета сумнівів немає. Зберігся лише напис з жіночим ім'ям перською мовою, вкомпонований у маленьке «кетабе» — «портрет Мах Талят», але при цьому власник знищив російський напис і мініатюру продано в музей як іранську. Ця мініатюра значилася в музеї, як «портрет персіянки невідомого іранського художника XIX століття».
В колекції з 20 робіт Музею мистецтв Азербайджану знаходяться: шість намальованих фарбами портретів, один портрет, намальований тушшю, два подвійних портрети у фарбах, одна робота, на якій зображений вершник на тлі пейзажу і шість малюнків-трафаретів; один малюнок, на якому зображено трояндовий кущ з пташкою (цей малюнок тушшю повністю складено з арабських написів); дві роботи являють собою живопис на склі, а остання — композиція квітів — незакінчену акварель. У Національному музеї мистецтв Азербайджану зберігаються два малюнки («Воїн» і «Аббас Мірза»), підготовчі роботи перед виконанням Ерівані портретів сардарів. У Державному Ермітажі зберігається дзеркало-складень. У Державному музеї мистецтв Грузії зберігається жіночий портрет (темпера). Крім цього портрета пензлю Мірзи Кадима Ерівані приписують також дві ідентичні мініатюри «Квіти з птахом» з цього музею.

## Вивчення життя і творчості Ерівані
У 1938—1939 роках Азербайджанський державний музей мистецтв придбав деякі твори Мірзи Кадима Ерівані. Вивчення матеріалів колекції стало джерелом для публікації статті «Азербайджанські художники XIX століття». Стаття вперше пропонувала відомості щодо вивчення азербайджанського мистецтва XIX століття. Автори орієнтували читача щодо значення творчості Ерівані як художника, який прагнув розірвати вузькі рамки декоративізму, в тому, що він став одним з перших представників нового реалістичного напряму в азербайджанському живопису, що виник під впливом російської культури. Однак у статті були деякі неточності. Багато робіт художника були невідомі авторам статті, їх вдалося виявити пізніше. Стаття була ілюстрована трьома репродукціями робіт Ерівані.
Літературний критик Оруджалі Гасанов 1940 року видав роботу, присвячену лише творчості Мірзи Кадима Ерівані. В ній автор торкнувся низки питань, що стосуються малюнка, а також композиції і кольору, але стаття не мала спеціального характеру.
1954 року в Баку опубліковано статтю Миклашевської «Художники XIX ст. Мірза Кадим Ерівані і Мір Мохсун Навваб», де було висвітлено життя і творчість Мірзи Кадима Ерівані і Мір Мохсуна Навваба, вперше описано їхні твори, які зберігаються в колекціях Азербайджанського Державного музею мистецтв ім. Р. Мустафаєва, Державного Ермітажу і Державного музею мистецтв Грузинської РСР («Метехі»). У статті значну увагу приділено раніше невідомим роботам Ерівані, виявлених авторкою в східних фондах Державного Ермітажу і Державного музею мистецтв Грузинської РСР. Біографічні дані про художника Миклашевська доповнила відомостями, отриманими з бесід з його онуками, А. і Г. Кадимбековими. Деякі цікаві відомості про художника повідомила і дружина старшого його сина Фатьма Ханум Кадимбекова, яка померла в Баку 1950 році на 77-му році життя. Праці, присвячені творчості Ерівані вважаються результатом серйозної дослідницької роботи Миклашевської з історії азербайджанського мистецтва.
Творчість Ерівані вивчав також азербайджанський мистецтвознавець Керім Керімов. Аналізуючи портрет Аббас-Мірзи, Керімов зазначає спробу передачі світлотіні, при цьому зберігається площинність, крім цього відзначається прагнення художника передати психологічну виразність образу.
В науковій роботі «Портретний жанр в азербайджанському мистецтві» Р. Керімової згадується ще один портрет Фетх-Алі Шаха. На думку авторки ця виконана олійними фарбами робота також належить пензлю Ерівані, і вирізняється умовністю, декоративністю і площинністю. Але Керімова не вказала місцезнаходження цього твору ні в минулому, ні на момент свого дослідження.

## Оцінка та вплив творчості Ерівані
У XIX столітті художники перейшли до портрета, комбінуючи стилізовані малюнки та декоративні кольори з європейськими прийомами просторової композиції і моделювання з метою створення відчуття об'ємності. В таких роботах Мірзи Кадима Ерівані як «Портрет молодого чоловіка», «Портрет жінки, що сидить» і «Портрет молодої жінки» змішані висока техніка малювання і насичений колір з м'яким і ліричним виконанням.
У творчості Ерівані чітко проявлялися реалістичні елементи — нові для азербайджанського мистецтва види — станковий живопис та графіка. Але деякі його твори, наприклад акварельні портрети жінки, що сидить, і молодого чоловіка, які він виконав в середині XIX століття, ще міцно пов'язані з традиціями східної середньовічної мініатюри. Наочним прикладом можуть служити капелюшок і крій сукні «Танцівниці», схожі з шатами жіночих персонажів у розписах будинку Шекіханових в Шекі (XVIII століття). Це є свідченням тісних зв'язків Ерівані з азербайджанським народним мистецтвом. У порівнянні з подібними зображеннями персонажів поем Нізамі Гянджеві в будинку Шекіханових, танцівниця Ерівані виконана значно життєвіше.
Художника цікавив вигляд людини. Він зображував її не на умовному плоскому тлі, а в тривимірному просторі конкретного інтер'єру. Таке застосування об'ємно-пластичного моделювання форми і передача схожості з моделлю свідчило про важливий перелом, що намітився в азербайджанському мистецтві нового часу, про подолання в ньому традицій умовності і площинності зображення. Міклашевська, посилаючись на багато портретів художника, вказує на невміння Мірзиа Кадима Ерівані передати перспективу підлоги. У своїх роботах він відтінював обличчя і складки одягу, але площину підлоги, зазвичай застеленої килимами, художник зображував вертикально і без перспективи, а також вдавався до своєрідного прийому використання елемента «бута» в малюнку центрального поля. «Бута» в Ерівані розташовувалися по діагоналі рівненькими рядами. Цим досягалося враження віддалення горизонтальної площини. Але оскільки за величиною бута однакові як на передньому плані, так і на задньому, Миклашевська називає це не перспективним віддаленням смуг, а характером візерунку. А облямівка килима, яка має стилізований рослинний орнамент, зображується абсолютно вертикально, що призводить до порушення цієї уявної перспективи. В цій галузі Ерівані, за словами Миклашевської, не вдалося відійти від умовності середньовічної мініатюри. Реалістичних прийомів зображення немає навіть у східних мініатюрах пізнішого часу (кінець XIX століття), усі площини, як правило, передавалися вертикально, деколи навіть у зворотній перспективі. Проте меблі Мірза Кадим Ерівані зображував у порівняно правильному перспективному скороченні.
Живописні прийоми Мірзи Кадима Ерівані різноманітні, вони простежуються від тонких ніжних барв у жіночих обличчях і пелюстках троянди до щільних шарів в одязі. Особливо в елементах драпірування і складках одягу художником використовується вільний живописний мазок. Ерівані, прагнучи передати зображення реалістично, підкреслює обсяг і фактуру матеріалу. Гарну ж стійкість фарб живопису Ерівані надає, переважно, техніка, яку художник обирав — яєчна темпера.
Роботи Мірзи Кадима Ерівані з Музею мистецтв Баку свідчать про митця, як про гарного орнаменталіста.

## Нащадки художника
Серед нащадків Мірзи Кадима Ерівані, що носили прізвище Кадимбекови, були відомі діячі науки і культури Азербайджану. Серед них Афшан ханим Кадымбекова, що народилася 1915 року в Ерівані. Від 1949 до 1956 року вона була ректором Азербайджанського державного інституту іноземних мов, 1953 року була обрана заступником голови Верховної Ради Азербайджанської РСР, кілька років обиралася депутатом Ради.
Правнук Ерівані Ісмет Ахундов також став художником. Він народився 1925 року в Ерівані, невдовзі закінчив Художнє училище імені Азіма Азімзаде в Баку. Ахундов писав переважно пейзажі, був Заслуженим діячем мистецтв республіки.
Ще один представник роду Кадимбекових, Заур Кадимбеков був добре відомим в СРСР журналістом, довгі роки працював спеціальним кореспондентом газети «Известия». Інший представник цього роду, кандидат медичних наук Шаїг Кадимов — автор низки художніх і публіцистичних творів, таких як «Кровна спорідненість» (1989), «Мустафа Топчибашев» (1989), «Інтимний світ сім'ї» (1990) та ін. Його сестра Сіддіга Кадимова працювала в газеті «Радянська Вірменія», була депутатом Верховної Ради СРСР, а також першою, хто готувала в Єревані радіопередачі азербайджанською мовою; до кінця своїх днів працювала в тій редакції начальником відділу.